# Förlaget Apéritif
Förlaget Apéritif är ett svenskt tidningsförlag som är helägt dotterbolag till Spearhead Production AB.